# Emil Breivik
Pour les articles homonymes, voir Breivik.
Emil Breivik, né le 11 juin 2000 à Gossen en Norvège, est un footballeur norvégien qui évolue au poste de milieu central au Molde FK.

## Biographie

### En club
Né à Gossen en Norvège, Emil Breivik est formé par le club local du Gossen IL, puis par le Molde FK, où il commence sa carrière professionnelle. Il joue son premier match le 1er mai 2019, lors d'une rencontre coupe de Norvège contre Eide og Omegn FK (en). Il entre en jeu à la place de Fredrik Aursnes et son équipe s'impose largement par cinq buts à zéro.
Le 20 août 2019, Emil Breivik est prêté au Raufoss IL. Il joue son premier match pour cette équipe le jour suivant, lors d'une rencontre de championnat contre le Sandefjord Fotball. Il entre en jeu et son équipe s'incline par un but à zéro.
Il fait ensuite son retour à Molde. Le 22 octobre 2021, il prolonge son contrat jusqu'en 2025,.
Le 1er mai 2022, il participe à la finale de la coupe de Norvège face au FK Bodø/Glimt. Il est titularisé et son équipe s'impose grâce à un but de Sivert Mannsverk, qui inscrit le seul but de la partie,.

### En équipe nationale
Emil Breivik joue son premier match avec l'équipe de Norvège espoirs le 16 novembre 2021 face à l'Azerbaïdjan. Il entre en jeu à la place de Sivert Mannsverk et son équipe s'impose sur le score de deux buts à un.

## Palmarès
Molde FK
- Coupe de Norvège (1) :
  - Vainqueur : 2021-22.